# فيلاريات
فيلاريات (باللاتينية: Filarioidea) هي فوق عائلة من الديدان الأسطوانية ، الاٍصابة بالفيلاريات تؤدي اٍلى داء الفيلاريات.
- تضم عائلة كلابيات الذنب.